# Ԯ
Ԯ (minuskule ԯ) je písmeno cyrilice. Je používáno v chantyjštině a Itemelštině (jako alternativa za Ԓ a reprezentuje zvuk /ɬ/). Jedná se o variantu písmena Л.